# Capacitat d'obrar
La capacitat d'obrar s'adquireix amb la majoria d'edat i és la possibilitat que tots els actes o accions amb conseqüències jurídiques tinguin els efectes previstos.
Per tant, podem dir que no disposen de plena capacitat d'obrar:
- els menors,
- els menors emancipats,
- les persones incapacitades.

Els menors es considera que no tenen la suficient maduresa per contractar i realitzar actes jurídics i, per tant, necessiten completar la seva capacitat d'obrar amb la representació legal dels pares o, a falta d'ambdós, del seu tutor.
Pel que fa als menors emancipats, l'emancipació habilita el menor per regir la seva persona i béns com si fos un major d'edat, però hi ha determinats actes jurídics que no pot dur a terme, com demanar un préstec, alienar els seus béns immobles, establiments mercantils o industrials, o objectes d'extraordinari valor, sense el consentiment dels seus pares o tutor. El menor emancipat sí que pot comparèixer per ell mateix en judici.